# Live At The Masquerade
Live At The Masquerade е концертен CD/DVD. Албумът излиза през май месец 2011 година. Live албумът включва записи на живо на отминали хитове от CD-та на Thousand Foot Krutch. DVD-то съдържа концерт, записан на 28 май 2011 г. по време на Конференцията на YC Rexall Place в Едмънтън, Албърта, пред публика от 14 000 души.

## Списък на песните
1. Welcome To The Masquerade 3:41
2. Bring Me To Life 3:36
3. Move 3:26
4. Absolute 3:16
5. The Flame In All Of Us 3:22
6. E For Extinction 3:51
7. Scream 3:26
8. What Do We Know 3:19
9. Falls Apart 3:35
10. Rawkfist 2:40
11. Fire It Up 3:07
12. Already Home 4:30
13. Puppet 3:25

## Членове на групата
- Тревър Макневън – Вокалист
- Стив Августин – Барабан
- Джоел Бругер – Соло Китара
- Таи Даютзлер – Бас Китара

## Външни Препратки
- Live At The Masquerade